# Heinz Histing
Heinz Histing (* 14. September 1950) ist ein ehemaliger deutscher Fußballspieler.
Der Abwehrspieler absolvierte in den Jahren 1974 bis 1981 insgesamt 202 Spiele in der 2. Fußball-Bundesliga und erzielte dabei 15 Tore.
Histing übernahm zu Beginn der Saison 2009/2010 das Traineramt beim Fußball-Oberligisten Borussia Neunkirchen, wo er im September 2009 entlassen wurde. Ab dem 1. Februar 2010 trainierte Histing den Verbandsligisten SV Hangard.

## Stationen
- 1970–1975 Borussia Neunkirchen
- 1976–1979 Eintracht Trier
- 1980–1981 FC 08 Homburg

| Personendaten    | Personendaten            |
| ---------------- | ------------------------ |
| NAME             | Histing, Heinz           |
| KURZBESCHREIBUNG | deutscher Fußballspieler |
| GEBURTSDATUM     | 14. September 1950       |